# Aleksandar Vulin
Aleksandar Vulin (en serbio: Александар Вулин, n. Novi Sad,  2 de octubre de 1972) es un político y abogado serbio que actualmente ocupa el cargo de ministro del Interior desde el 28 de octubre de 2020.
Anteriormente fue ministro de Trabajo, Empleo, Veteranos y Política Social de Serbia desde abril de 2014 hasta junio de 2017. También fue director de la Oficina para Kosovo y Metohija de julio de 2012 a septiembre de 2013, y ministro sin cartera del Gobierno de Serbia encargado de Kosovo y Metohija de septiembre de 2013 a abril de 2014, así como ministro de Defensa de Serbia del 29 de junio de 2017 al 28 de octubre de 2020.
En 2020 se le concedió la Orden de la Bandera de la República Srpska